# Niels Neergaard
Niels Thomasius Neergaard (27 de Junho de 1854 - 2 de Setembro de 1936) foi um político da Dinamarca. Ocupou o cargo de primeiro-ministro da Dinamarca. Ele serviu como Presidente do Conselho da Dinamarca entre 1908 e 1909 como chefe do Gabinete de Neergaard I e como Primeiro Ministro da Dinamarca e Ministro das Finanças de 5 de maio de 1920 a 23 de abril de 1924, liderando o Gabinete de Neergaard II e III. Seu último gabinete foi como Ministro das Finanças (14 de dezembro de 1926 - 30 de abril de 1929).

## Biografia
Neergaard foi educado na Universidade de Copenhague.
Os maiores desafios de Neergaard como político foram como primeiro-ministro e ministro das Finanças após a crise da Páscoa de 1920, organizar o retorno da Jutlândia do Sul ao domínio dinamarquês e ter que lidar com a crise econômica provocada pela Primeira Guerra Mundial. Ele também teve uma influência significativa no conteúdo da Constituição de 1915.

A maior obra de Neergaard como historiador, Under junigrundloven (1892-1916), ainda é considerada a principal obra sobre a política dinamarquesa de 1848 a 1866. Além de suas atividades políticas e trabalho como historiador, ele também lidava com jornalismo, e em 1884 fundou uma revista cultural e literária, Tilskueren.